# Tour du Qatar 2008
La 7e édition du Tour du Qatar a eu lieu du 27 janvier au 1er février 2008 sur 6 étapes. Elle était inscrite au calendrier de l'UCI Asia Tour et se déroulait sur six étapes. Le Belge Tom Boonen (Quick Step) a remporté le classement final.

## Étapes
| Détail    | Date        | Villes étapes                       | km    | Vainqueur d'étape     | Leader du classement général |
| 1re étape | 27 janvier  | Doha (clm par équipes)              | 6     | Quick Step-Innergetic | Matteo Tosatto               |
| 2e étape  | 28 janvier  | Al Zubarah - Doha Golf Club         | 137,5 | Tom Boonen            | Tom Boonen                   |
| 3e étape  | 29 janvier  | Camel Race Track - Qatar Foundation | 147,5 | Tom Boonen            | Tom Boonen                   |
| 4e étape  | 30 janvier  | Khalifa Stadium - Al Khor Corniche  | 131,5 | Alberto Loddo         | Tom Boonen                   |
| 5e étape  | 31 janvier  | Al Khor Academy - Al Khor Corniche  | 170   | Danilo Napolitano     | Tom Boonen                   |
| 6e étape  | 1er février | Al Wakra Doha - Corniche            | 120   | Tom Boonen            | Tom Boonen                   |

## Classement général final
| #  | Coureur            | Pays      | Temps            |
| -- | ------------------ | --------- | ---------------- |
| 1  | Tom Boonen         | Belgique  | 15 h 27 min 44 s |
| 2  | Steven de Jongh    | Pays-Bas  | + 27 s           |
| 3  | Greg Van Avermaet  | Belgique  | + 40 s           |
| 4  | Christopher Sutton | Australie | + 46 s           |
| 5  | Jürgen Roelandts   | Belgique  | + 50 s           |
| 6  | Alexandre Pichot   | France    | + 1 min 10 s     |
| 7  | Maarten Tjallingii | Pays-Bas  | + 1 min 12 s     |
| 8  | Alberto Loddo      | Italie    | + 1 min 22 s     |
| 9  | Wilfried Cretskens | Belgique  | + 1 min 31 s     |
| 10 | Sebastian Siedler  | Allemagne | + 1 min 41 s     |

## Classements annexes

### Classement par points
|    | Coureur           | Pays     | Points  |
| -- | ----------------- | -------- | ------- |
| 1. | Tom Boonen        | Belgique | 145 pts |
| 2. | Danilo Napolitano | Italie   | 105 pts |
| 3. | Alberto Loddo     | Italie   | 97 pts  |
| 4. | Steven de Jongh   | Pays-Bas | 91 pts  |
| 5. | Greg Van Avermaet | Belgique | 79 pts  |

### Classement du meilleur jeune
|    | Coureur            | Pays      | Temps               |
| -- | ------------------ | --------- | ------------------- |
| 1. | Greg Van Avermaet  | Belgique  | en 15 h 28 min 24 s |
| 2. | Christopher Sutton | Australie | + 6 s               |
| 3. | Jürgen Roelandts   | Belgique  | + 10 s              |
| 4. | Alexandre Pichot   | France    | + 30 s              |
| 5. | Wouter Weylandt    | Belgique  | + 1 min 14 s        |

### Classement par équipes
|    | Équipe          | Pays     | Temps               |
| -- | --------------- | -------- | ------------------- |
| 1. | Quick Step      | Belgique | en 46 h 12 min 23 s |
| 2. | Silence-Lotto   | Belgique | 9 s                 |
| 3. | Skil-Shimano    | Pays-Bas | 2 min 47 s          |
| 4. | Crédit agricole | France   | 3 min 00 s          |
| 5. | Liquigas        | Italie   | 9 min 06 s          |

## Classement des étapes
| #  | Équipe                             | Pays       | Temps      |
| -- | ---------------------------------- | ---------- | ---------- |
| 1  | Quick Step-Innergetic              | Belgique   | 6 min 35 s |
| 2  | Slipstream                         | États-Unis | + 2 s      |
| 3  | Skil-Shimano                       | Pays-Bas   | + 5 s      |
| 4  | Liquigas                           | Italie     | + 6 s      |
| 5  | Silence-Lotto                      | Belgique   | + 7 s      |
| 6  | Crédit agricole                    | France     | + 9 s      |
| 7  | Tinkoff Credit Systems             | Russie     | + 11 s     |
| 8  | Drapac Porsche Development Program | Australie  | + 12 s     |
| 9  | Lampre-Fondital                    | Italie     | m.t.       |
| 10 | Topsport Vlaanderen                | Belgique   | m.t.       |

| #  | Coureur            | Pays      | Temps           |
| -- | ------------------ | --------- | --------------- |
| 1  | Tom Boonen         | Belgique  | 2 h 28 min 37 s |
| 2  | Greg Van Avermaet  | Belgique  | m.t.            |
| 3  | Danilo Napolitano  | Italie    | m.t.            |
| 4  | Christopher Sutton | Australie | m.t.            |
| 5  | Jürgen Roelandts   | Belgique  | m.t.            |
| 6  | Alexandre Pichot   | France    | m.t.            |
| 7  | Steven de Jongh    | Pays-Bas  | m.t.            |
| 8  | Maarten Tjallingii | Pays-Bas  | + 7 s           |
| 9  | Wilfried Cretskens | Belgique  | m.t.            |
| 10 | Matteo Tosatto     | Italie    | + 20 s          |

| #  | Coureur            | Pays      | Temps           |
| -- | ------------------ | --------- | --------------- |
| 1  | Tom Boonen         | Belgique  | 3 h 29 min 41 s |
| 2  | Danilo Napolitano  | Italie    | m.t.            |
| 3  | Steven de Jongh    | Pays-Bas  | m.t.            |
| 4  | Greg Van Avermaet  | Belgique  | m.t.            |
| 5  | Christopher Sutton | Australie | m.t.            |
| 6  | Jürgen Roelandts   | Belgique  | m.t.            |
| 7  | Gorik Gardeyn      | Belgique  | m.t.            |
| 8  | Wouter Weylandt    | Belgique  | m.t.            |
| 9  | Alberto Loddo      | Italie    | m.t.            |
| 10 | Sebastian Siedler  | Allemagne | + 12 s          |

| #  | Coureur            | Pays      | Temps           |
| -- | ------------------ | --------- | --------------- |
| 1  | Alberto Loddo      | Italie    | 2 h 44 min 33 s |
| 2  | Tom Boonen         | Belgique  | m.t.            |
| 3  | Sebastian Siedler  | Allemagne | m.t.            |
| 4  | Angelo Furlan      | Italie    | m.t.            |
| 5  | Paolo Bossoni      | Italie    | m.t.            |
| 6  | Christopher Sutton | Australie | m.t.            |
| 7  | Kenny Dehaes       | Belgique  | m.t.            |
| 8  | Greg Van Avermaet  | Belgique  | m.t.            |
| 9  | Niko Eeckhout      | Belgique  | m.t.            |
| 10 | Alexandre Pichot   | France    | m.t.            |

| #  | Coureur            | Pays      | Temps           |
| -- | ------------------ | --------- | --------------- |
| 1  | Danilo Napolitano  | Italie    | 3 h 49 min 14 s |
| 2  | Alberto Loddo      | Italie    | m.t.            |
| 3  | Tom Boonen         | Belgique  | m.t.            |
| 4  | Francesco Chicchi  | Italie    | m.t.            |
| 5  | Nikolai Trusov     | Russie    | m.t.            |
| 6  | Luciano Pagliarini | Brésil    | m.t.            |
| 7  | Sebastian Siedler  | Allemagne | m.t.            |
| 8  | Gorik Gardeyn      | Belgique  | m.t.            |
| 9  | Steven de Jongh    | Pays-Bas  | m.t.            |
| 10 | Niko Eeckhout      | Belgique  | m.t.            |

| #  | Coureur            | Pays      | Temps           |
| -- | ------------------ | --------- | --------------- |
| 1  | Tom Boonen         | Belgique  | 2 h 49 min 47 s |
| 2  | Alberto Loddo      | Italie    | m.t.            |
| 3  | Luciano Pagliarini | Brésil    | m.t.            |
| 4  | Danilo Napolitano  | Italie    | m.t.            |
| 5  | Bernardo Riccio    | Italie    | m.t.            |
| 6  | Steven de Jongh    | Pays-Bas  | m.t.            |
| 7  | Sebastian Siedler  | Allemagne | m.t.            |
| 8  | Angelo Furlan      | Italie    | m.t.            |
| 9  | Francesco Chicchi  | Italie    | m.t.            |
| 10 | Wouter Weylandt    | Belgique  | m.t.            |